# Modèle animal
Ne doit pas être confondu avec organisme modèle.
Un modèle animal ou modèle animal de maladie est un animal non humain ayant une affection similaire à une affection humaine et servant de modèle pour l'étude de cette affection. L'American National Research Council Committee on Animal Models for Research and Aging propose la définition suivante : « En recherche biomédicale, un modèle animal est un modèle permettant l'étude de données de référence sur la biologie ou le comportement, ou chez lequel on peut étudier un processus pathologique spontané ou induit, celui-ci ayant un ou plusieurs aspects communs avec un phénomène équivalent chez l'humain ou d'autres espèces animales. » 

## Description
Tous les êtres vivants présentent des similitudes biologiques que ce soit au niveau morphologique, génétique, biochimique et physiologique, ce qui permet d'utiliser les animaux comme modèle d'étude de l'homme. Une grande partie de nos connaissances en biochimie, physiologie ou pharmacologie ont été acquises grâce à l'étude de modèles animaux, qui n'auraient pu être expérimentées sur l'homme pour des raisons éthiques et religieuses.
Le choix du modèle animal le plus approprié selon la condition à étudier est délicat et fondamental afin de pouvoir valider l’extrapolation qui sera faite à l’homme par la suite.
Les modèles animaux destinés à l'étude des maladies touchant l'homme peuvent être répartis en différents groupes:
- Modèles naturels ou « spontanés », qui présentent de façon naturelle une condition similaire à une condition humaine.
- Modèles expérimentaux chez qui les chercheurs reproduisent expérimentalement une affection.
- Modèles génétiquement modifiés chez qui le code génétique est manipulé afin d'entrainer l'apparition de la condition à étudier. Pour modifier le génome de ces animaux génétiquement modifiés, on peut soit insérer un ADN étranger, soit remplacer ou neutraliser certains gènes (modèles knock-out).
- Modèles négatifs qui présentent des résistances à une affection donnée et dont l'étude permet de comprendre les causes et les bases physiologiques de la résistance à la maladie.
- Modèles orphelins qui présentent naturellement des affections n'ayant pas d'équivalent chez l'homme.

## Alternatives aux modèles animaux
Cunninghamella elegans est une espèce de champignons trouvée dans les sols et utilisée comme organisme modèle du métabolisme mammalien des xénobiotiques. C'est un organisme qui peut être utilisé comme alternative aux modèles animaux.